# Europaschule Linz

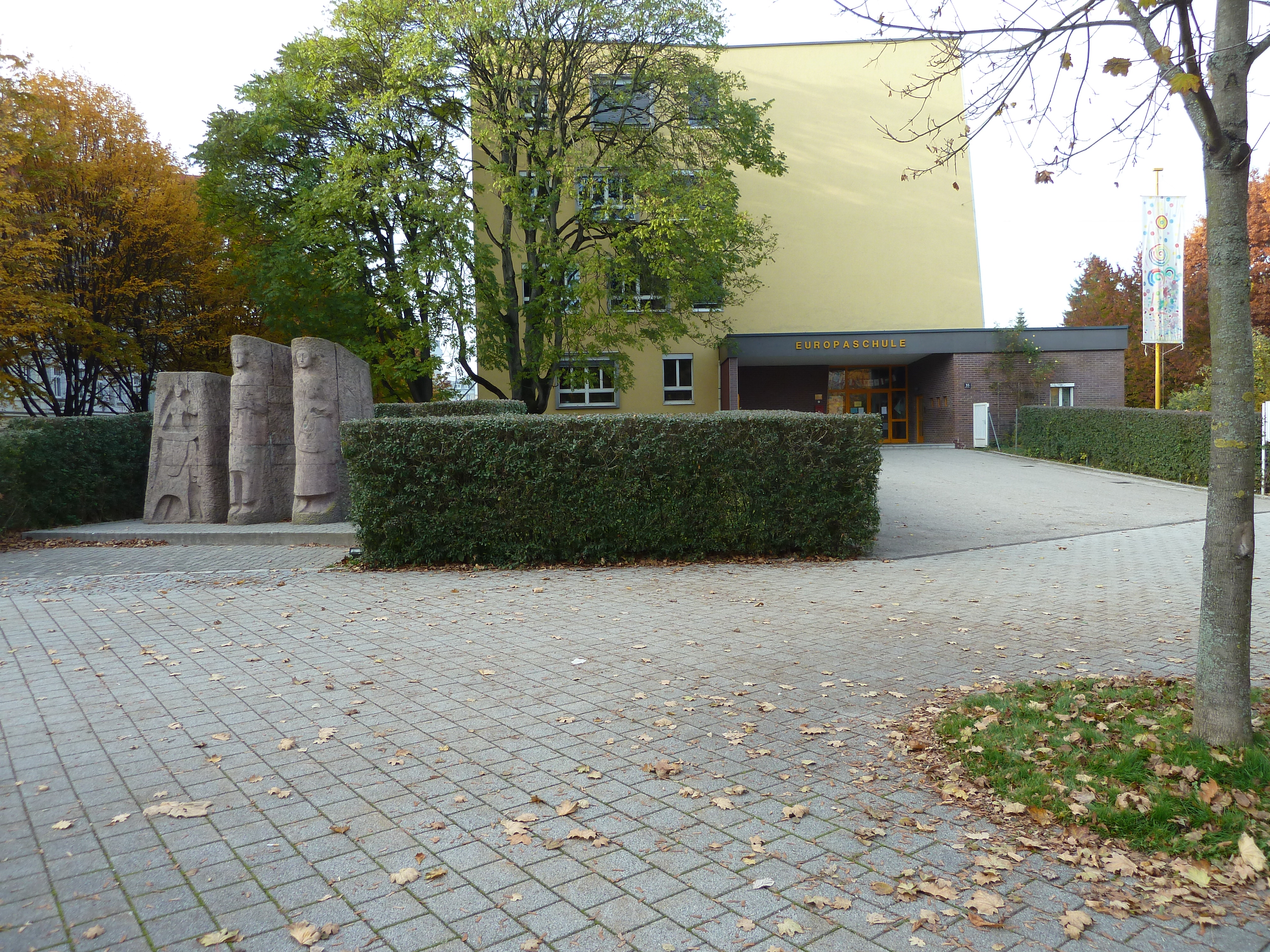
Europaschule Linz (2011)

Die Europaschule Linz ist eine Volksschule und  Mittelschule in der Stadt Linz. Die Europaschule Linz sind Praxisschulen der PH OÖ. Die Schule liegt im Linzer Stadtgebiet zwischen dem Kaplanhof- und dem Rathausviertel.

## Geschichte
Im Zuge des ersten Bauabschnittes der Gebäudesanierung von 2024 bis 2027 befindet sich seit August 2025 der neue Eingang auf Honauerstraße 25, 4020 Linz.

## Architektur
Die Europaschule wurde von der Firma Fabigan & Feichtinger von 1957 bis 1959 nach den Plänen der Architekten Fritz Fanta und Adolf Kammermayer errichtet. Der mehrgliedrige Bau besteht aus einem fünfgeschoßigen Klassentrakt, einem Wohntrakt und einem Turn- und Gymnastiksaal. Er bildet mit dem benachbarten Oberlandesgericht Linz ein Ensemble und ist ein Beispiel der Architektur der späten 1950er Jahre. Das mittig leicht eingeknickte Flachdach verleiht dem Kubus eine Leichtigkeit.

## Kunst am Bau
Das Europadenkmal vor der Schule ist ein dreigeteilter Steinblock aus Südtiroler Porphyr mit einer reliefartigen Darstellung der drei geschichtlichen Epochen Europas (Altertum – Mittelalter – Gegenwart) und wurde im Jahre 1961 vom Bildhauer Alois Dorn geschaffen. Die Reliefs zeigen Europa auf dem Stier und mit einem Mann und einer Frau Einigkeit und Freiheit.

## Auszeichnungen
- Die Schule wurde 2013 für den gegenseitigen Respekt und die gleichberechtigte Kommunikation von 24 verschiedenen Muttersprachen aus 17 Nationen mit dem Solidaritätspreis der Linzer Kirchenzeitung ausgezeichnet.